# Ministère des Enseignements secondaire, technique et de la Formation professionnelle
Le ministère des Enseignements secondaire, technique et de la Formation professionnelle est le département ministériel du gouvernement béninois chargé de la mise en œuvre de la politique du gouvernement dans les domaines de l’enseignement technique et de la formation professionnelle.
Ce ministère est dirigé par un ministre membre du gouvernement.

## Missions
La mission du Ministère de l'Éducation Technique et de la Formation Professionnelle est de développer et d'évaluer la politique globale de l'État dans les domaines de l'éducation secondaire, de l'éducation de base et de la formation technique et professionnelle.

## Attributions
Dans le cadre de ses fonctions, il a pour responsabilité de:
- Élaborer et mettre en pratique des stratégies, des normes et des directives techniques applicables au domaine.
- Encourager le développement des domaines de l'éducation secondaire, de l'alphabétisation et de la formation professionnelle.
- Concevoir les objectifs de qualité de l'éducation secondaire, de l'alphabétisation et de la formation technique et professionnelle, conformément aux orientations du gouvernement et aux besoins économiques.
- Concevoir et mettre en œuvre des programmes de formation initiale et continue pour les formateurs.
- Favoriser la recherche pédagogique et les méthodes d'enseignement, d'apprentissage et d'animation afin d'améliorer la qualité de l'enseignement.
- Développer l'éducation civique et citoyenne, l'éducation physique et les activités culturelles en collaboration avec les ministères concernés.
- Établir, rationaliser et mettre en œuvre la répartition des écoles en coordination avec les autorités compétentes et les collectivités locales.
- Élaborer des programmes d'encouragement à la scolarisation, notamment pour les filles, les personnes défavorisées et ayant des besoins spécifiques.
- Contribuer à la recherche de financement public ou privé pour les investissements du secteur.
- Promouvoir les ressources didactiques, les manuels scolaires et autres équipements.
- Mettre en place des conditions de recrutement, d'affectation et de promotion des enseignants et du personnel administratif.

## Liste des ministres
| Nom                          | Dates du mandat | Dates du mandat | Parti | Gouvernement(s) |
| ---------------------------- | --------------- | --------------- | ----- | --------------- |
| Yves Kouaro Chabi            |                 |                 |       |                 |
| Alassane Djimba Soumanou     |                 |                 |       |                 |
| Bernadette Sohoudji Agbossou |                 |                 |       |                 |
| Natondé Aké                  |                 |                 |       |                 |
| Mahougnon Kakpo              |                 |                 |       |                 |
| Bernard Lani                 |                 |                 |       |                 |